# Bourreria grandicalyx
Bourreria grandicalyx är en strävbladig växtart som beskrevs av J. S. Miller och B. Sirot. Bourreria grandicalyx ingår i släktet Bourreria och familjen strävbladiga växter. Inga underarter finns listade i Catalogue of Life.